# Smiths Falls
Smiths Falls to miejscowość (ang. town) w Kanadzie, w prowincji Ontario, w hrabstwie Lanark.
Powierzchnia Smiths Falls to 8,21 km².
Według danych spisu powszechnego z roku 2001 Smiths Falls liczy 9140 mieszkańców (1113,28 os./km²).